# Religions mésoaméricaines
 (décembre 2010).
Si vous disposez d'ouvrages ou d'articles de référence ou si vous connaissez des sites web de qualité traitant du thème abordé ici, merci de compléter l'article en donnant les références utiles à sa vérifiabilité et en les liant à la section « Notes et références ».

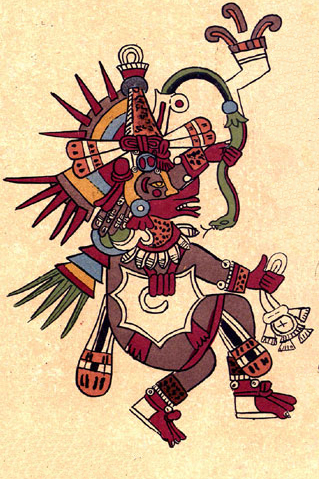
Quetzalcóatl est une des principales divinités pan-mésoaméricaines.

Les religions mésoaméricaines présentaient des points communs caractéristiques dont les plus emblématiques sont la construction de pyramides à degrés et le rite des sacrifices humains. Ces ressemblances sont nombreuses, en particulier pour les mieux connues d'entre elles que sont la religion maya et la religion aztèque, mais il existe aussi de notables divergences, qui semblent avoir été plus marquées dans la religion purépecha (dite tarasque).

## Sources
Notre connaissance des religions mésoaméricaines est très fragmentaire. Elle est tributaire de l'état de nos sources, très variable selon les époques et les régions, ainsi que du type de sources disponibles.

### Sources archéologiques
Ce sont les seules disponibles pour les civilisations jadis dites sans écriture, comme les Olmèques. Mais l'actualité récente nous montre, grâce à la découverte de la stèle de Cascajal, que les spéculations et les querelles des spécialistes sur l'absence de documents écrits pour cette civilisation n'ont plus raison d'être. Cependant nous pouvons citer rétrospectivement, par exemple, le tableau très contesté de Covarrubias, qui se propose de démontrer une évolution continue depuis le were-jaguar olmèque jusqu'au Tlaloc aztèque.

### Sources écrites
Pour mesurer la distance entre sources écrites et sources archéologiques, il suffit d'évoquer la civilisation maya classique. Avant les progrès spectaculaires du déchiffrement de l'écriture maya, on considérait les Mayas comme un peuple de paisibles agriculteurs dirigés par des prêtres astronomes. On sait maintenant que leur société était articulée autour d'un concept de royauté divine et rythmée par des guerres et des sacrifices sanglants.

## Unité religieuse de la Mésoamérique
Il n'y a jamais eu à proprement parler d'unité religieuse en Mésoamérique. En effet, chaque culture a développé sa propre tradition mythologique, ses propres rites et sa propre organisation religieuse.
De plus, il faut se garder de considérer les religions mésoaméricaines comme des systèmes statiques. À l'instar du judaïsme ou du christianisme, elles ont connu au cours d'une période de trois à quatre mille ans une évolution, qui est difficile à cerner, vu l'état de nos sources. Des tentatives ont été faites pour les civilisations les mieux documentées, comme les Mayas.
Toutefois, malgré ces divergences et une grande diversité géographique, la Mésoamérique constitue une aire culturelle où on constate une circulation constante, non seulement des biens et des personnes, mais aussi des idées, et plus particulièrement des idées religieuses.
Ainsi, les statues de Chac Mool se retrouvent aussi bien dans le Mexique central (à Tula par exemple) qu'au Yucatán (à Chichén Itzá notamment). De même, l'iconographie olmèque a connu une très large diffusion, au point que certains (Michael D. Coe) parlent de «missionnaires» olmèques.
Il n'est donc pas étonnant que l'on retrouve des caractéristiques communes à la plupart des religions mésoaméricaines, à l'exception notable de la religion purépecha (tarasque).

### Croyances

#### Cosmographie

La première page du Codex Fejérváry-Mayer représente symboliquement certaines conceptions mésoaméricaines du cosmos.

Les Mésoaméricains avaient développé une conceptualisation du monde sous la forme d'un carré divisé en quatre quartiers, correspondant aux quatre points cardinaux, possédant chacun sa propre couleur (variable selon les cultures), un axe central reliant les trois parties du cosmos, l'inframonde, la terre et le monde supérieur. Le monde supérieur et l'inframonde sont divisés en plusieurs niveaux (le nombre étant variable selon les cultures). L'expression la plus achevée de cette conception se trouve chez les Aztèques, où le Templo Mayor de Tenochtitlan matérialise le centre du monde. Cette conception quadripartite du monde remonterait à l'Époque préclassique. Selon Caterina Magni, la célèbre mosaïque du site olmèque de La Venta ne représenterait pas, comme certains le pensent, un masque de jaguar, mais la division quadripartite du monde, avec au centre un rectangle, qui en est l'axe.

#### Dualisme

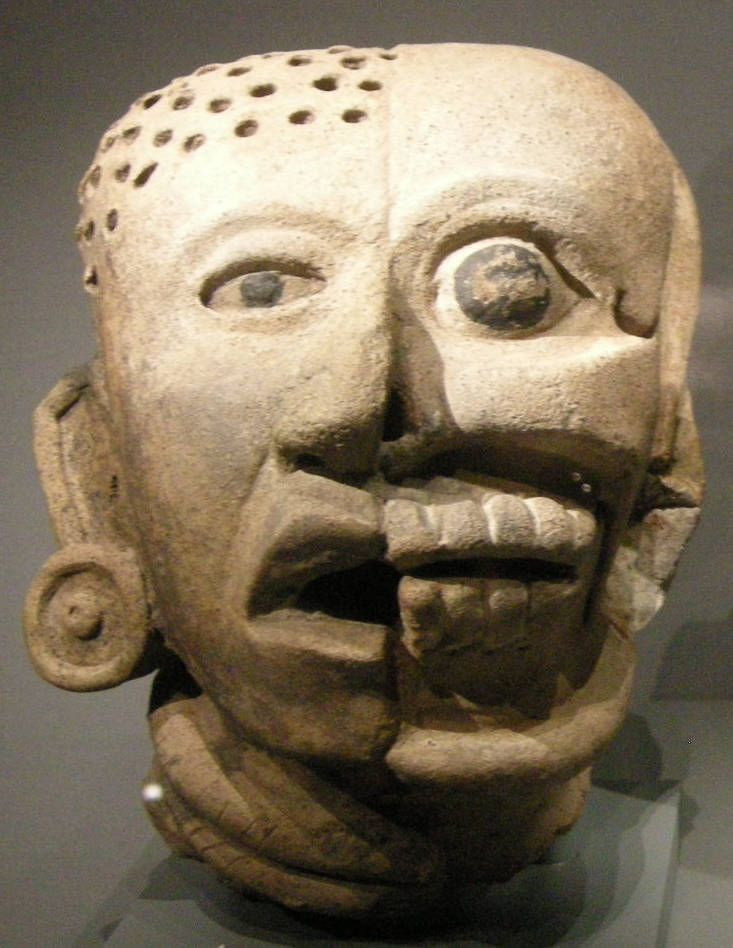
Tête en argile exprimant la dualité vie-mort (Veracruz, Classique ancien).

La pensée mésoaméricaine est fondamentalement dualiste : les Mésoaméricains associent fréquemment les concepts par paires complémentaires ou opposées.
Il existe des témoignages fort anciens et expressifs de cette mentalité : la dualité mort-vie représentée par un masque de Tlatilco, dont la moitié gauche est squelettique et la moitié droite couverte de chair.
Chez les Aztèques, le dieu créateur s'appelle Ometeotl, c'est-à-dire «Dieu Deux», qui se divise en deux aspects : Ometecuhtli (Seigneur Deux) et Omecihuatl (Dame Deux), qui expriment la dualité masculin-féminin.
Une des paires les plus complexes est celle des nombres «9» et «13». Chez les Aztèques, l'inframonde est divisé en neuf niveaux, tandis que le ciel se compose de treize niveaux. Par ce biais, on peut rapprocher la paire neuf-treize des paires haut-bas, humidité-sécheresse, froid-chaud ou encore mort-vie.

#### Polythéisme
Toutes les religions mésoaméricaines sont polythéistes et leurs rituels sont dédiés à un panthéon foisonnant.
Parmi ces divinités, on retrouve des archétypes pan-mésoaméricains, comme le serpent à plumes, le dieu de la pluie et le "vieux dieu du feu" Xiuhtecuhtli.
On constate l'assimilation de certains dieux de cultures antérieures avec des aspects et des attributs parfois différents dans l'iconographie, comme Quetzalcóatl, qui, sous la forme d'Ehecatl, dieu du vent, a été doté d'une espèce de bec.
Une autre particularité du polythéisme mésoaméricain est la croyance en une intervention constante des dieux dans les activités humaines. À l'époque postclassique, cette croyance a engendré le développement d'almanachs religieux appelés tonalamatl, utilisés comme instruments de divination.

#### Calendrier
On retrouve un même système calendaire étroitement lié à la religion : une combinaison du calendrier solaire de 365 jours et d'un calendrier rituel de 260 jours. Dans ce système, un même jour ne revient qu'une fois tous les 52 ans, période qui constitue un concept souvent comparé à celui de siècle. Chez les Aztèques, cet évènement donnait lieu à une fête religieuse, la cérémonie du feu nouveau.

### Rituels

#### Sacrifices humains

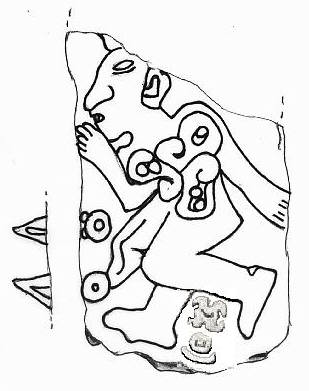
Monument 3 de San José Mogote.

Les archéologues n'ont reconnu l'omniprésence des sacrifices humains que petit à petit. Par exemple, les Danzantes de Monte Albán, qu'on prenait jadis pour des danseurs, sont maintenant considérés comme des victimes sacrificielles.
L'antiquité du phénomène est attestée par la découverte à San José Mogote d'une sculpture de l'époque préclassique représentant un individu dont la poitrine ouverte laisse échapper un flot de sang. Le phénomène atteint son paroxysme à l'époque postclassique. Même si l'on discute du nombre de victimes sacrifiées lors de l'inauguration du Templo Mayor par l'empereur Ahuitzotl en 1487 (de 20 000 à 80 000 selon les chroniqueurs), l'omniprésence des sacrifices humains ne fait pas de doute.
Il existait un grand nombre de manières de sacrifier la victime, la plus fréquente étant la cardiectomie (c'est-à-dire le fait d'ouvrir la poitrine et d'en arracher le cœur). Loin d'être une manifestation de sadisme, cette variété s'explique par le symbolisme attaché à chaque mode de sacrifice.

### Art rituel
L'architecture religieuse mésoaméricaine présente la caractéristique d'être monumentale, avec en particulier la construction et l'utilisation rituelle de pyramides à degrés et de terrains de jeu de balle.
- Une orientation géographique des sites : par exemple au Templo Mayor de Tenochtitlan, les nombreuses offrandes sont disposées selon trois axes est-ouest, traversant respectivement le sanctuaire de Huitzilopochtli, celui de Tlaloc et le centre du temple. Elles sont orientées vers l'ouest (soleil couchant).

- Un symbolisme très poussé qui rend l'interprétation des représentations religieuses délicates (les représentations explicites de sacrifice humain sont rares chez les Mayas classiques, mais fréquentes sous forme de symboles). Ce symbolisme est encore plus poussé dans l'art de Teotihuacan. On a longtemps cru que le sacrifice humain n'y existait pas.

#### Ouvrages généraux
- (es) Roberto Martínez González, « El alma de Mesoamérica : unidad y diversidad en las concepciones anímicas », Journal de la société des américanistes, nos 93-2,‎ 2007 (lire en ligne, consulté le 7 janvier 2013).
- (en) Graham Faiella, Mesoamerican Mythology, 2006, 64 p. (ISBN 1-4042-0772-4, lire en ligne).
- (en) De Kay Almere Read et Jason J. Gonzalez, Mesoamerican Mythology, Oxford University Press, 2002, 354 p. (ISBN 0-19-514909-2, lire en ligne).
- (en) Michael E. Smith et Marilyn A. Masson, The Ancient Civilizations of Mesoamerica : A Reader, Oxford, Blackwell Publishing, 2000, 520 p. (ISBN 0-631-21116-0), p. 366-367).
- (en) Mary Miller et Karl Taube, The Gods and Symbols of Ancient Mexico and the Maya : An illustrated History of Mesoamerican Religion, Londres, Thames and Hudson, 1993.
- (es) Yolotl González Torres et Juan Carlos Ruiz Guadalajara, Diccionario de mitología y religión de Mesoamérica, Madrid/Mexico/Paris etc., Larousse, 1991, 228 p. (ISBN 970-607-039-7).
- Michel Graulich, Mythes et rituels du Mexique ancien préhispanique, Bruxelles, Académie Royale de Belgique, 1987.
- (en) Åke Hultkrantz, The Religions of the American Indians, Berkeley/Los Angeles/London, University of California Press, 1979, 335 p. (ISBN 0-520-04239-5, lire en ligne).
- (es) S. G. F. Brandon, Diccionario de religiones comparadas, Ediciones Cristiandad, 1975, 750 p. (ISBN 84-7057-189-3, lire en ligne), p. 137-149.
- (en) Walter Krickeberg, Pre-Columbian American Religions, Holt, Rinehart and Winston, 1969, 365 p. (OCLC 4266).

#### Ouvrages spécialisés
- Michel Graulich, Le sacrifice humain chez les Aztèques, Paris, Fayard, 2005, 415 p. [détail de l’édition]
- Karl Taube, Mythes aztèques et mayas, Paris, Editions du Seuil, 1995
- (en) Michael D. Coe & Rex Koontz, Mexico from the Olmecs to the Aztecs, Londres, Thames & Hudson, 2002
- Nicolas Balutet, Le jeu sacré maya, Paris, Editions Le Manuscrit, 2006.
- Baudez Cl. Fr., Une histoire de la religion des anciens Mayas, Paris, Albin Michel, 2002
- Caterina Magni, Les Olmèques : Des origines au mythe, Paris, Seuil, 2003